# Neue Johann Strauss Gesamtausgabe
Die Neue Johann Strauss Gesamtausgabe erscheint seit 1995 in der Strauss Edition Wien, einem Label der Verlagsgruppe Hermann Wien. Die Editionsleitung hat Michael Rot. Sie basiert auf dem von Rot erstellten vollständigen Werkverzeichnis (Rot-Verzeichnis RV), das als separater Band der Ausgabe und auch in digitaler Form erscheinen soll. Bisher sind acht von siebzehn Operetten, das Ballett Aschenbrödel sowie alle Bände der Abteilung 4 (Orchesterwerke) der Serie II (Instrumentalwerke) erschienen. Zu allen Werken sind auch Einzelausgaben, Auszüge (Ouvertüren, Arien), Klavierauszüge sowie Aufführungsmaterial erhältlich. Die Neue Johann Strauss Gesamtausgabe wird weltweit von Schott Music vertrieben. Sie steht unter der Patronanz der Wiener Philharmoniker.

## Konzeption
Die Neue Johann Strauss Gesamtausgabe ist eine wissenschaftlich-kritische Ausgabe. Sie wurde mit dem Ziel initiiert, das gesamte musikalische Schaffen des Komponisten Johann Strauss (Sohn) in zuverlässigen Ausgaben zu erarbeiten und zu präsentieren. Auf Basis umfassender und systematischer Kontext- und Quellenforschung werden sämtliche Werkfassungen ediert und in verschiedenen Ausgabeformaten der Öffentlichkeit zugänglich gemacht. Die Bände enthalten zudem eine Darstellung der Werkgenese, Quellenbeschreibungen, Revisionsberichte und weitere Dokumente.

## Inhalt
Insgesamt soll die Neue Johann Strauss Gesamtausgabe bei ihrem Abschluss 43 Bände umfassen.
Serie I: Bühnenwerke
- Werkgruppe 1: Oper (1 Bd.)
- Werkgruppe 2: Operetten (17 Bde.)
- Werkgruppe 3: Ballett (2 Bde.)

Serie II: Instrumentalwerke
- Werkgruppe 4: Orchesterwerke

1. Abteilung: Walzer (10 Bde.)
2. Abteilung: Polkas (4 Bde.)
3. Abteilung: Märsche (1 Bd.)
4. Abteilung: Quadrillen (3 Bde.)
5. Abteilung: andere Orchesterwerke (1 Bd.)
- Werkgruppen 5–8: Gemeinsame Orchesterwerke der Brüder Johann, Josef und Eduard Strauss, Werke für Soloinstrument und Orchester, Werke für Militärmusik (Blasmusik), Kammermusik (1 Bd.)

Serie III: Vokalwerke
- Werkgruppen 9–10: Vokalwerke mit Orchester und mit Klavierbegleitung, Chorwerke a cappella (1 Bd.)

Serie IV: Supplement
- Werkgruppen 11–16: Bearbeitungen fremder Werke, Fragmente / Werke zweifelhafter Urheberschaft, Skizzen, Fragmente, Studien, Varia, Nicht zuordenbare und nicht ausgeführte Werke, Bearbeitungen / Kompilationen von fremder Hand (1 Bd.)

Register: RV – Rot-Verzeichnis sämtlicher Werke von Johann Strauss